# Oclusiva labiodental sonora

Símbolo demonstrativo da Oclusiva labiodental sonora.

Oclusiva labiodental sonora ou plosiva labiodental sonora é um tipo de fone consonantal produzido como um /b/ feito com o lábio inferior tocando o dente superior, como um /v/. Não possui sinal no Alfabeto Fonético Internacional, mas hoje seu símbolo é o /b̪/.
A plosiva labiodental sonora não é conhecida por ser fonêmica em nenhuma língua. No entanto, ocorre alofonicamente: No idioma austronésio Sika, este som ocorre como um alofone do flepe labiodental em pronúncia cuidadosa. O dialeto XiNkuna de Tsonga tem africadas, [p̪͡f] (africado labiodental surdo) e [b̪͡v] (africado labiodental expresso) (isto é, [ȹ͡f] e [ȸ͡v]), que ao contrário do africado bilabial-labiodental [p͡f] do alemão são puramente labiodentais.

## Características
- Sua modo de articulação é oclusiva, ou seja, produzida pela obstrução do fluxo de ar no trato vocal.
- Como a consoante também é oral, sem saída nasal, o fluxo de ar é totalmente bloqueado e a consoante é uma plosiva.
- Seu ponto de articulação é labiodental, ou seja, está articulado com o lábio inferior e os dentes superiores.
- Sua fonação é sonora, o que significa que as cordas vocais vibram durante a articulação.
- É uma consoante oral, o que significa que o ar só pode escapar pela boca.
- O mecanismo da corrente de ar é pulmonar, o que significa que é articulado empurrando o ar apenas com os pulmões e o diafragma, como na maioria dos sons.

## Ocorrência
| Língua      | Palavra | AFI                    | Significado            | Notas |
| ----------- | ------- | ---------------------- | ---------------------- | --- |
| Dinamarquês | véd     | [b̪̆e̝ːˀð̠˕ˠ]              | Saber                  | também descrita como aproximante /ʋ/ e raramente como africada /v/. |
| Ibanag      | bavi    | [bab̪ᵛiː]               | Porco                  | Ligeiramente africado; variante alofônica de /v/ para alguns falantes idosos, especialmente aqueles que não possuem os dentes da frente. Pode ser uma aba /ⱱ/ em vez disso. |
| Sika        | Sika    | [ exemplo necessário ] | [ exemplo necessário ] | Alofone de /ⱱ/ em pronúncia cuidadosa. |